# آلپاین لینوکس
الپاین لینوکس (انگلیسی: Alpine Linux) یک توزیع لینوکس بر پایهٔ musl و بیزی‌باکس است که بیشتر برای «کاربران حرفه‌ای که به امنیت، سادگی و بهینگی منابع توجه دارند» طراحی شده است.
به دلیل مقیاس کم پکیج‌های موجود این توزیع لینوکس و کم حجم بودن آن، بیشتر برای سیستم‌های ضعیف با کاربرد امنیتی و بهره‌وری از منابع تولید شده است. پروژه postmarketOS که برای تلفن های هوشمند طراحی شده است مبتنی بر Alpine Linux است. 
دیوایس های پشتیبانی شده :
https://wiki.postmarketos.org/wiki/Devices